# Portstewart
Portstewart (en irlandais : Port Stíobhaird) est une petite ville du comté de Londonderry, en Irlande du Nord. C'est une cité balnéaire, proche de  Portrush. Son port et ses sentiers du bord de mer en font une promenade sur la côte atlantique, le long de ses plus de trois kilomètres de sable doré : (anglais : Portstewart Strand). Portstewart est surtout connu pour sa plage de sable, rendue populaire à cause des surfers.
Portstewart a été une destination de vacances populaire à l'époque victorienne pour les familles de classe moyenne. Sa longue promenade du front de mer, en forme de croissant, est protégée par un promontoire rocheux. C'est une ville qui a connu un développement raisonné. La plus grande partie de la ville s'est contenue dans le secteur sablonneux et c'est une des cités les plus attractives d'Irlande du Nord.
Dans une évaluation défavorable impliquant des plages d'Irlande du Nord, de la moins attractive à la plus agréable, la ville s'est retrouvée 570e sur 582.
Le prix des maisons est des plus élevés d'Irlande du Nord. D'après l'université d'Ulster, l'index trimestriel du prix des maisons, publié en partenariat avec la Banque d'Irlande, dans le secteur de la côte au nord (Coleraine/Limavady), les prix sont plus élevés qu'au sud de Belfast.
Le secteur a été concerné par un rythme inhabituel d'acquisition de résidences secondaires. L'augmentation de la demande de maisons de vacances et d'appartements a rapidement conduit à une augmentation des prix. De plus, de nombreux étudiants venant du campus de Coleraine (université de l'Ulster) ont choisi de venir habiter à Portstewart qui connait une vie culturelle et sociale importante.
Dominican College, une grammar school catholique, accueille une proportion significative d'étudiants et de personnel protestants ; les relations inter-communautaires sont généralement bonnes en ville.

## Histoire

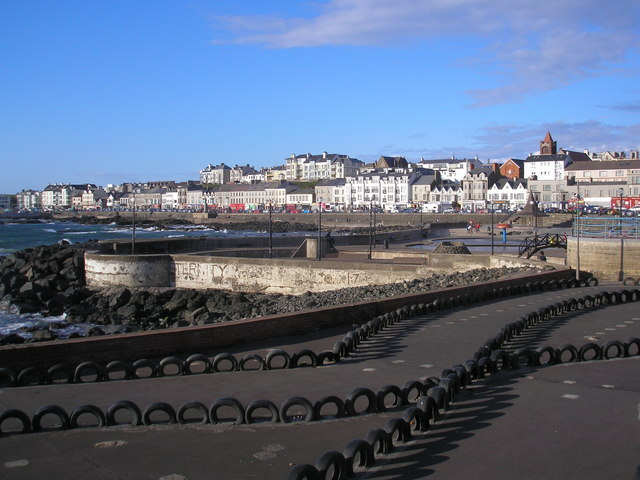
Le front de mer.

Portstewart a été fondé en 1792 par John Cromie. Il lui a donné le nom de ses ancêtres maternels : les Stewarts de Ballylesse.
Un lieutenant Stewart est supposé avoir obtenu une location de terres du comte d'Antrim, en 1734.
Le secteur paroissial s'appelait au départ Port na Binne Uaine, un nom lié à l'île proche de Benoney (une anglicisation de Binne Uaine). Le nom de Port na Binne Uaine est encore utilisé  dans la version gaélicisée de Port Stíobhaird.
Quoique habité depuis le Néolithique, Portstewart n'était encore qu'un petit village de pêcheurs au milieu du XVIIIe siècle. C'est au milieu du XIXe siècle qu'il deviendra un modeste lieu de vacances balnéaires sous l'influence d'un lord local, John Cromie.
Son développement et son environnement furent grandement influencés par la sensibilité sabbatarienne de la famille Cromie et la résistance à la connexion au réseau de chemins de fer au milieu du XIXe siècle. Le développement fut moins important que pour la voisine Portrush qui s'étendit rapidement, particulièrement à la fin de l'époque victorienne avec l'apparition du tourisme de masse.
Cependant, l'arrivée du tramway, de Porstewart à Cromore pour relier le chemin de fer, permit à la ville de se transformer de manière plus harmonieuse, devenant un lieu de vacances populaire avec un rôle de cité-dortoir dû à la proximité de Coleraine tout en étant un centre de services locaux.
Des années 1950 aux années 1980, la ville devient résidentielle avec la constante construction de résidences principales alors que sa rivale Portrush connaissait une rapide expansion de ses parcs de caravanes installées à l'année. Les effets du tourisme de masse étaient ainsi évités.
Toutefois, au cours des quinze dernières années, la ville a changé avec l'arrivée de nombreux étudiants et l'augmentation accélérée du nombre de résidences secondaires.

## Lieux et monuments
- Portstewart a un couvent de l'Ordre des Dominicains (une bâtisse importante de style gothique) auquel est rattaché le collège dominicain, situé au bord d'une falaise, dominant l'ouest de la « promenade ».

Autrefois appelé Château O'Hara, "O'Hara's Castle", le site a été construit en 1834 et ensuite racheté par des Dominicains en 1917 pour créer une centre éducatif au nord-ouest de l'Irlande.
- L'extrémité est de la promenade comporte un petit port qui a été restauré récemment.

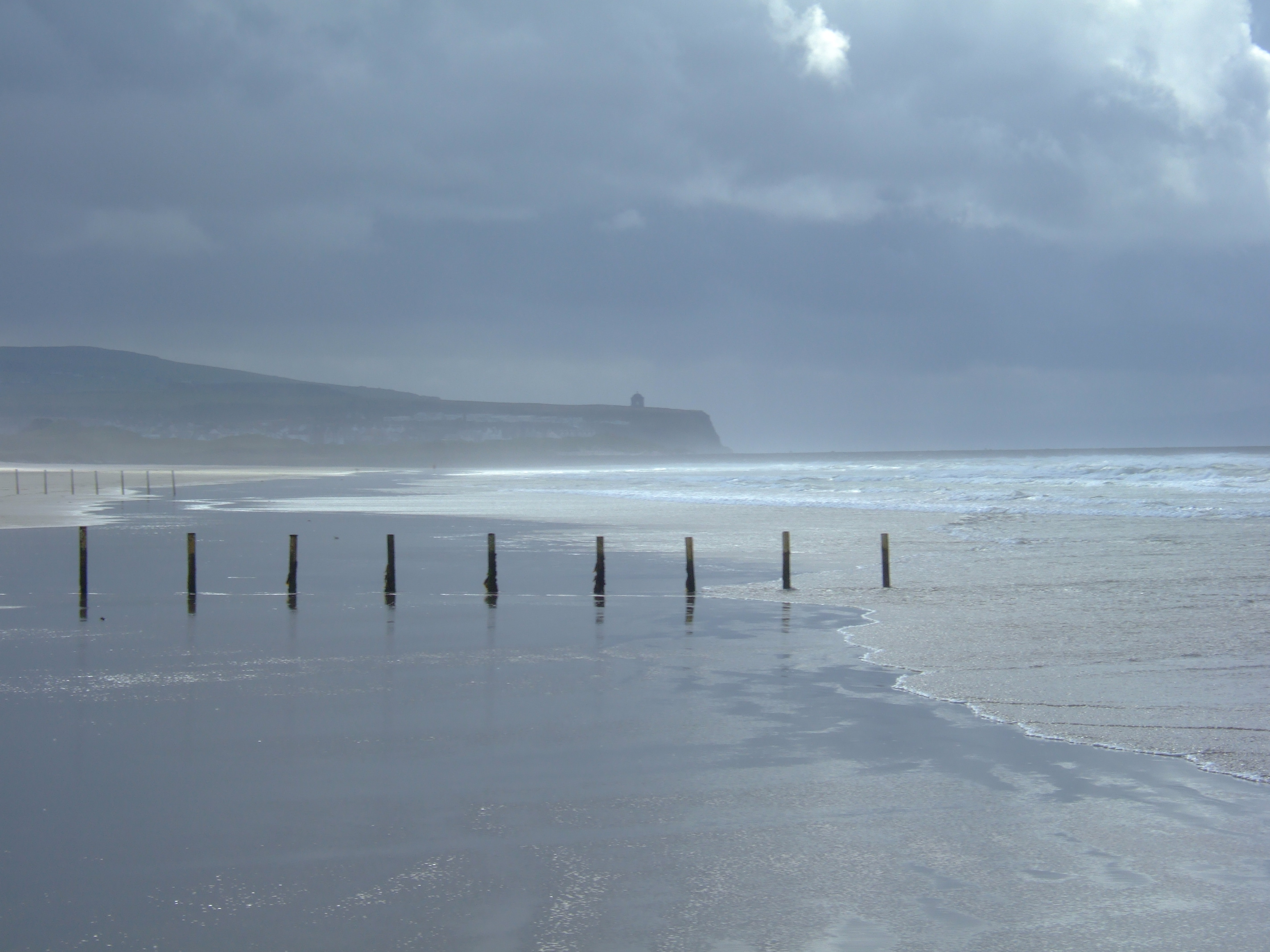
Le Strand, en regardant vers l'ouest, en direction du temple de Barmouth et Mussenden, visible au fond.

- Juste à l'ouest de la ville, s'étend le Strand, une plage de plus de 3 km de sable, dotée du pavillon bleu, protégée par  le National Trust. Le Strand a été l'attraction la plus populaire pour des générations de vacanciers. Le puits Saint Patrick se trouve au début du Srand un lieu utilisé au XIXe siècle et au début du XXe siècle pour les courses de chevaux. Il se termine à l'embouchure de la rivière Bann, surplombant Castlerock.
- En bas du couvent se trouve un sentier au pied de la falaise qui relie la « Promenade » et le Strand, par la côte.

Le sentier offre une vue panoramique vers Downhill avec Donegal en arrière. Barmouth est un sanctuaire pour les échassiers, la sauvagine et les oiseaux nicheurs. Derrière se trouve Castlerock, le Temple  de Mussenden, les plages de sable de Benone et de Magilligan Strand.
- Dans une des grottes, sous la falaise on prétend qu'un passage secret mène vers O'Hara's Castle, maintenant le couvent dominicain. Cela n'a pas encore été vérifié...
- À l'est de la ville, une piste cyclable populaire suit la côte jusqu'à Portrush, conduisant à la Chaussée des Géants (un site classé UNESCO), au Pont de  corde de Carrick-a-Rede et la distillerie Old Bushmills (la plus vieille distillerie du monde possédant une licence ).
- Le sentier du nord d'Antrim est une partie de l'Ulster Way et commence à Portstewart Strand pour continuer jusqu'à la baie de Murlough (plus de 60 km de piste le long du littoral).

## Transports
Les gares les plus proches se trouvent à Portrush et Coleraine, gérées par Northern Ireland Railways, procurant des liaisons vers Castlerock, la gare de Londonderry et, à l'est, vers la gare centrale de Belfast et celle de Great Victoria Street.
Ulsterbus permet de rejoindre la gare de Coleraine.

## Sports
- Le Football Club de Portstewart.
- En mai, la North West 200, une course de motos traverse la ville. Le circuit entre les villes de Portrush, Portstewart et Coleraine est un des plus rapides au monde avec les vitesses dépassant les 300 km/h sur des routes publiques. C'est l'évènement sportif en extérieur le plus important d'Irlande (plus de 150 000 spectateurs)[8].

- Trois parcours de golf sont aménagés en ville. Portstewart a un des rares 54-trous d'Europe[9],[10],[11],[12].
- CLG Eoghan Rua, Coleraine, est le club  local d'athlétisme Gaelic Athletic Association.
- Portstewart accueille les matches de la Milk Cup.
- Portstewart Eagles est l'équipe locale de baseball.
- La pratique de la pêche sportive se fait à partir des bateaux du port.

## Personnalités locales
- L'auteur de chansons Jimmy Kennedy s'est inspiré d'un des couchers de soleil de la ville pour écrire "Red Sails in the Sunset". Jimmy Kennedy est né à Omagh mais a grandi à Portstewart. Depuis les années 2000, la ville organise l'annuel  « Red Sails Festival » en juillet. Il se termine par un feu d'artifice.
- Briana Corrigan a chanté The Beautiful South et a été classée numéro un avec son single en 1990, "A Little Time". Elle a grandi à Portstewart et a été scolarisée au Dominican College.
- Jimeoin (McKeown), le comédien à succès, est résident de Portstewart. Il a fréquenté le Dominican College avant d'être reconnu pour son style comique particulier en Australie puis partout dans le monde.
- Harry Gregg, le footballeur d'Irlande du Nord, possède un hôtel à Porstewart.
- Alan Sugar, vedette de la BBC dans  The Apprentice, possède un complexe résidentiel en ville.
- Billy Leonard, du Sinn Féin, politicien et membre de l'assemblée de l'Irlande du Nord, vit à Portstewart.
- Harry Mullan (1946–1999), écrivain sur l'art de la boxe, mondialement connu.
- Sean Farren, Social Democratic and Labour Party, politicien, membre de l'Assemblée nord-irlandaise (Northern Ireland Assembly), vit à Portstewart.
- Sarah Travers, BBC, a suivi sa scolarité à Portstewart.
- Salman Rushdie, auteur des controversés versets sataniques, a été hébergé en ville, au Edgewater Hotel, maintenant démoli.
- Henry McCullough, guitariste. McCullough a commencé sa carrière avec les Skyrockets, suivis par Gene and The Gents, (Showbands d'Enniskillen). Il a ensuite fait partie du groupe de Paul McCartney, Wings, avant de rejoindre d'autres formations. Il réside à nouveau à Portstewart. C'est le seul irlandais du nord à avoir joué à Woodstock, avec Joe Cocker.
- le Field Marshal Sir George White (officier de l'armée britannique) Victoria Cross, a commandé la garnison au Siège de Ladysmith pendant la seconde guerre des Boers, est né à Low Rock Castle, habitation démolie en 2001.

## Démographie 2001
Portstewart est classé petite ville par le NI Statistics and Research Agency (NISRA) (i.e. population entre 4 500 et 10 000). Au recensement du  29 avril 2001, Portstewart comptait 7 803 habitants.
- 16,6 % de moins de 16 ans et  22,7 % de 60 ans et plus,
- 44,9 % de sexe masculin et 55,1 % de sexe féminin.
- 34,09 % étaient d'origine Catholique  et 48,8 % étaient  protestants ou d'une autre religion chrétienne[13].
- 3,4 % des personnes âgées de 16 à 74 ans étaient sans emploi.

## Éducation
- Dominican College, Portstewart
- St. Colum's Primary School
- Portstewart Primary School

Portstewart est le principal lieu de résidence pour les étudiants du campus de l'Université d'Ulster de Coleraine, toute proche.